# Misija Ujedinjenih naroda u Bosni i Hercegovini
Misija Ujedinjenih naroda u Bosni i Hercegovini (UNMIBH) bila je mirovna misija Ujedinjenih naroda formirana prema Rezoluciji 1035 Vijeća sigurnosti UN-a 21. prosinca 1995. godine. Svoj mandat završila je 31. prosinca 2002. godine, kada ju je naslijedila Policijska misija Europske unije u Bosni i Hercegovini.
Sa web stranice UNMIBH-a:
Mandat UNMIBH-a je doprinijeti uspostavi vladavine prava u Bosni i Hercegovini pružanjem pomoći u reformi i restrukturiranju lokalne policije, procjenom funkcioniranja postojećeg pravosudnog sustava, te praćenjem i revizijom rada policije i drugih uključenih u održavanje reda i zakona.
Na čelu UNMIBH-a bio je Specijalni predstavnik Glavnog tajnika (SRSG) kojeg je imenovao glavni tajnik UN-a Kofi Annan. SRSG je imao ovlasti nad policijskim povjerenikom IPTF-a UN-a i koordinirao druge aktivnosti Ujedinjenih naroda u Bosni i Hercegovini. Glavne komponente UNMIBH bile su: IPTF (Međunarodne policijske snage); Savjetodavna jedinica za kazneno pravosuđe; Jedinica za civilne poslove; i Ured za ljudska prava. Misija je bila prisutna u cijeloj zemlji s regionalnim sjedištima u Banjoj Luci, Bihaću, Doboju, Mostaru, Sarajevu, Tuzli i distriktnim sjedištem u Brčkom.
Od 2001. do 2003. godine, na zahtjev glavnog tajnika Ujedinjenih naroda Kofija Annana, Jacques Paul Klein je bio njegov specijalni predstavnik i koordinator Misije Ujedinjenih naroda u Bosni i Hercegovini, u rangu podtajnika. Kao šef misije, imao je sveukupne ovlasti za upravljanje i svakodnevnu odgovornost za upravljanje 2700 međunarodnih policijskih službenika iz 48 različitih zemalja s proračunom od 168,2 milijuna dolara. UNMIBH je restrukturirao i smanjio predratne policijske snage od 44.000 na otprilike 16.000 obučenog osoblja. Misija je regrutirala i obučila prvi policijski kontingent BiH koji je bio raspoređen u misiji Ujedinjenih naroda u Istočnom Timoru i prvu skupinu bosanskohercegovačkih vojnih promatrača Ujedinjenih naroda. Fokusirao se na borbu protiv međunarodnog terorizma, ilegalnih migracija i organiziranog kriminala iu roku od osamnaest mjeseci uspio je smanjiti broj ilegalnih osoba koje ulaze u BiH, preko tri zračne luke, sa 25.000 na 300 godišnje.
Godine 2003. službenica Kathryn Bolkovac otkrila je lanac trgovine ljudima u koji su bili uključeni časnici UN-a, nakon što su se pojavile dvije mlade djevojke nakon što su prodane i zlostavljane u ilegalnim bordelima. Deseci djevojaka iznijeli su 'jezivo slične' izjave o zlostavljanju: uključujući emigriranje kako bi prihvatile posao konobarice ili kućne posluge, uključujući i na inzistiranje vlastitih obitelji – ali su preusmjerene na trgovinu ljudima. Trgovane su na različite lokacije, prisilno skidane i prodavane pojedincima koji su ih tukli i silovali u bordelima u Bosni.
Bolkovac je iznijela optužbe da je voditelj misije Jacques Paul Klein odbacio nekoliko zvučnih slučajeva koji su eskalirali na njegovu razinu nakon što je ona broj proslijedila jedinici unutarnjih poslova. Priča Kathryn Bolkovac adaptirana je u film "Zviždač". Revizija UN-a, koju je objavila američka vlada 2008., o Kleinovim postupcima u Bosni i Liberiji, optužila ga je za značajnu ulogu u nizu skandala, iako ga je oslobodila optužbi za korupciju. Godine 2010. UN-ov pregled revizije naveo je da je istraga bila neadekvatna i da je optužbama nedostajala osnova, uključujući potpuni propust da se Kleina obavijesti o optužbama i da mu se pruži prilika da na njih odgovori.

## Vanjske poveznice
- Informacije na web stranici Ujedinjenih naroda
- Human Rights Watch, Iznevjerene nade: Trgovina ženama i djevojkama u postkonfliktnu Bosnu i Hercegovinu radi prisilne prostitucije, 26. studenog 2002.